# Leopold von Schrenck

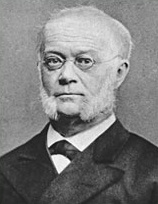
Leopold von Schrenck

Peter Leopold von Schrenck (russisch Леопольд Иванович фон Шренк; * 24. Apriljul. / 6. Mai 1826greg. im Gouvernement Charkow; † 8. Januarjul. / 20. Januar 1894greg. in Sankt Petersburg) war ein deutschbaltisch-russischer Zoologe, Geograph und Ethnograph. Er war ein Bruder von Alexander von Schrenk.

## Leben

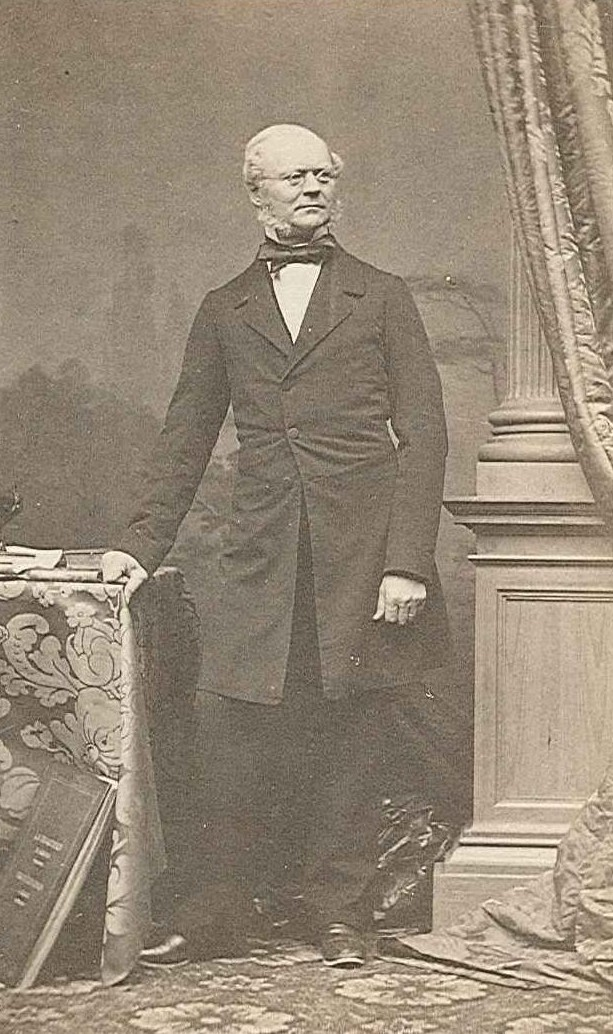
Leopold von Schrenck, Foto, um 1885

Leopold von Schrenck besuchte eine Privatschule in Moskau und das Gymnasium in Dorpat. Von 1844 bis 1847 studierte er an der Kaiserlichen Universität Dorpat und war in der Baltischen Corporation Livonia Dorpat aktiv. Nachdem er sein Studium mit dem Titel eines Magisters der Zoologie abgeschlossen hatte, ging er für zwei Jahre nach Deutschland, wo er sein Studium der Naturwissenschaften an den Universitäten von Berlin und Königsberg fortsetzte. Einige Zeit nach seiner Rückkehr nach Russland erhielt er von der Petersburger Akademie der Wissenschaften das Angebot, eine Forschungsreise in die fernöstlichen Regionen des Russischen Reiches zu unternehmen.
1853 schiffte von Schrenck sich auf der Fregatte Aurora ein, mit der er auf dem westlichen Seeweg bis nach Petropawlowsk-Kamtschatski fuhr. Von dort wurden er und seine Expeditionsmannschaft, zu der auch der Botaniker Carl Maximowicz gehörte, von einer Korvette zur Bucht von De Kastri gebracht, die gegenüber der Insel Sachalin liegt. Dort bestieg die Gruppe den Schoner Wostok und begann in nördlicher Richtung mit der Erforschung der Küste hinsichtlich ihrer geologischen Beschaffenheit, Flora und Fauna sowie der dort ansässigen Völkerschaften. Im August 1854 erreichten von Schrenck und seine Mannschaft den an der Amurmündung gelegenen Armeestützpunkt Nikolajewski (heute Nikolajewsk am Amur), wo sie ihre Expeditionsbasis einrichteten. Den Herbst und Winter über erkundeten sie die Umgegend des Stützpunktes und die Ufer der Insel Sachalin. Im Frühling 1855 brach die Mannschaft dann zur Erkundung des Amur auf, den sie mit Booten bis zur Mündung des Ussuri hinauf fuhren, welchem sie wiederum bis Einmündung des Flusses Chor folgten. Im Herbst kehrten sie wieder zu ihrem Basislager an der Amurmündung zurück. Im darauffolgenden Winter unternahm von Schrenck einige Exkursionen auf die Insel Sachalin. Im Frühling 1856 trat die Gruppe auf dem Landweg die Heimreise nach Sankt Petersburg an, das sie erst im Januar 1857 erreichte. Die Ergebnisse der Forschungsreise publizierte Leopold von Schrenck in dem Werk Reisen und Forschungen im Amur-Lande (1858–1900). Von der Russischen Geographischen Gesellschaft wurde ihm die Konstantin-Medaille verliehen. Er arbeitete auch an der Herausgabe der umfangreichen Reihe Beiträge zur Kenntniss des Russischen Reiches und der angrenzenden Länder Asiens mit.
In seinen späten Jahren wandte sich von Schrenck der Erforschung der indigenen Völker Russlands zu. Er war der Erste, der Wörterbücher zu ihren Sprachen verfasste (Niwchen (Giljaken), Golden (Nanai), Ainu und Ultschen). Schrenk führte den Begriff „Paläoasiatische Völker“ für die frühesten Populationen Nordostasiens ein.
Seit dem 10. November 1879 war er Direktor des Museums für Anthropologie und Ethnographie in St. Petersburg.
Eine Anzahl von Tieren wurde nach von Schrenck benannt, darunter:
- Notoacmea schrenckii (engl. Schrenck's Limpet)
- Acipenser schrenckii (dt. Amur-Stör)
- Elaphe schrenckii (dt. Amur-Natter)
- Ixobrychus eurhythmus (dt. Mandschurendommel; engl. Schrenck's Bittern)
- Amuriana schrenckii (eine Schmetterlingsart)

## Schriften (Auswahl)
- Über die Luchsarten des Nordens und ihre geographische Verbreitung. Ein Beitrag zur zoologischen Geographie, Dissertation Dorpat 1849
- Reisen und Forschungen im Amur-Lande in den Jahren 1854–1856, 4 Bde., St. Peterburg 1858–1900 (in mehreren Lieferungen)
  - Bd. 1 und 2 Zoologie
  - Bd. 3 Die Völker des Amurlandes (die postum erschienenen Giljakischen und Goldisch-deutschen Wörterverzeichnisse wurden von Wilhelm Grube herausgegeben)
  - Bd. 4 Meteorologische Beobachtungen
- Die von der Kaiserlichen Akademie der Wissenschaften ausgerüstete Expedition nach den neusibirischen Inseln und dem Jana-Lande : Zur Vorgeschichte der Expedition, St. Petersburg 1887

## Namensvarianten
Leopold von Schrenck, Peter Leopold von Schrenck, L. Shrenk, L. I. Shrenk, Leopold Schrenk, L. von Schrenck, Leopol'd I. Šrenk, Leopol'd Ivanovič Šrenk, Leopol'd Ivanovich Shrenk, Leopold Šrenk